# Синьло
Синьло́ (кит. упр. 新罗, пиньинь Xīnluó) — район городского подчинения городского округа Лунъянь провинции Фуцзянь (КНР).

## История
Во времена империи Хань в 138 году был создан уезд Синьло (新罗县). В эпоху Южных и северных династий, когда эти места входили в состав южной империи Сун, уезд Синьло был в 468 году расформирован. Во времена империи Тан уезд был в 736 году создан вновь, а в 742 году он был переименован в Лунъянь (龙岩县). Во времена империи Мин из него в 1471 году был выделен уезд Чжанпин. Во времена империи Цин уезд Лунъянь был в 1734 году выведен из подчинения властям Чжанчжоуской управы и преобразован в область, став Лунъяньской непосредственно управляемой областью (龙岩直隶州). После Синьхайской революции в Китае была проведена реформа структуры административного деления, в ходе которой области и управы были упразднены, поэтому в 1912 году, Лунъяньская непосредственно управляемая область вновь стала уездом Лунъянь.
После образования КНР в 1949 году был создан Специальный район Лунъянь (龙岩专区), и уезд вошёл в его состав. В 1971 году Специальный район Лунъянь был переименован в округ Лунъянь (龙岩地区).
Постановлением Госсовета КНР от 28 сентября 1981 года уезд Лунъянь был преобразован в городской уезд.
Постановлением Госсовета КНР от 20 ноября 1996 года были расформированы округ Лунъянь и городской уезд Лунъянь, и образован городской округ Лунъянь; территория бывшего городского уезда Лунъянь стала с 21 марта 1997 года районом Синьло в его составе.

## Административное деление
Район делится на 10 уличных комитетов и 10 посёлков.